# Alzacija
Alzacija (francosko Alsace, nemško Elsass, alzaško ’s Elsàss ali ’s Elses) je bila do leta 2015 severovzhodna  francoska regija ob meji z Nemčijo in Švico. Njeno glavno in hkrati največje mesto je Strasbourg.
Pokrajinsko Alzacijo običajno opisujejo kot območje med Vogezi in Renom. Politične meje, ki določajo Alzacijo, so se v vsej zgodovini večkrat menjale. Zgodovinski pomen imajo predvsem vojvodstvo Alzacija (7. in 8. stoletje), dve deželni grofiji v Alzaciji (12.–17. stoletje) v Svetem rimskem cesarstvu nemške narodnosti in prva francoska pokrajina Alzacija (17.–18 stoletje). Sedanje meje departmajev Bas-Rhin (Spodnji Ren) in Haut-Rhin (Zgornji Ren) temeljijo na mejah iz obdobja francoske revolucije in frankfurtskega miru 1871 (Belfort je bil ločen od Alzacije).
Od 17. stoletja dalje je Alzacija večkrat spremenila politično pripadnost, podajali sta si jo Francija in Nemčija oziroma njuni predhodniki.
Z 8280 km² je Alzacija najmanjša regija po površini na francoskem ozemlju in je 1. januarja 2013 imela 1.868.183, 2017 pa 1.889.589 prebivalcev.

## Ime
Ime Alzacija lahko zasledimo v starem visokonemškem jeziku kot Ali-saz ali Elisaz, kar pomeni 'tuje območje'. Druga razlaga je germanska beseda Ell-Sass, ki pomeni 'sedeti ob Illu', reki v Alzaciji.

## Geografija
Alzacija meji na Nemčijo (na severu Porenje - Pfalška, na vzhodu Baden-Württemberg) in Švico (kanton Basel-Stadt, kanton Basel-Landschaft, Solothurn in Jura). Na zahodu meji na Loreno, na jugu na regiji Burgundija in  Franche-Comté.
Danes Alzacija meri od severa do juga 190 kilometrov, od vzhoda do zahoda pa le 50 kilometrov. Na vzhodu meji na Ren, na zahodu teče meja čez glavni greben Vogezov. Na severu sta Bienwald in Pfälzerwald pomembni obmejni območji, na jugu je severni rob Švicarske Jure in na jugozahod so Burgundska vrata (Trouée de Belfort), prvič po letu 1871 bližje razvodju med Rono in Renom.
Geološka zgodovina sega od predkambrija do kvartarja.
V Alzaciji so zaradi naravnih danosti te glavne prostorske enote:
- pretežni del, ki ga zaseda alzaška planota (Plaine d'Alsace), sestavljajo južni del Breisgaua in Ortenaua na nemški strani ter Petit in Grand Ried na alzaški strani Zgornjega renskega grabna. Skozenj teče reka Ill. V dolini prevladujejo žita. Na jugu je veliko gozdno območje Hagenaue, na jugu pa Harthwald. Poleg prostranih ravnin je veliko valovitih hribovitih območij (na primer Kochersberg severozahodno od Strasbourga, zahodno Sundgau in vzhodno Burgundska vrata na območju med gozdom Hagenau in Bienwald);
- na zahodu pokrajino obvladujejo Vogezi, ki so prerezani s širšimi dolinami pritokov reke Ill. Tukaj so visoki pašniki (Hautes Chaumes), ki se izmenjavajo z gozdovi. Grand Ballon je s 1424 m najvišji vrh v Alzaciji in Vogezih. V Franciji površine v severnih Vogezih (Vosges du Nord) sestavljajo naravno prostorsko enoto s Pfalškim gozdom;
- med planoto in Vogezi je ozko območje vznožja hribov. Za ta vogeški Piemont so značilni vinogradi;
- na skrajnem jugu Alzacije je tudi del Švicarske Jure (Ferrettska Jura).

## Zgodovina

### Prazgodovina in zgodovina do leta 58/52 pr. n. št.
Današnja Alzacija je bila prvič naseljena pred približno 700.000 leti, vsaj pred približno 50.000 leti pa s homo sapiensom. Neolitska revolucija je bila v 6. tisočletju pr. n. št. Prva odkritja, ki kažejo na višje sloje, so bila datirana približno v leto 2000. Približno 550 let je trajalo obdobje Keltov, v Alzaciji so od okoli 600 do leta 58/52 pr. n. št. domnevno prevladovala majhna ozemlja.

### Rimsko obdobje 58/52 pr. n. št. do leta 476
Ko je Galijo 58–52 pr. n. št. osvojil Cezar, so prišli Rimljani tudi na ozemlje današnje Alzacije in ostali do konca zahodnega rimskega cesarstva sredi 5. stoletja. V teh 500 letih je bil Ren vsaj do 3. stoletja prva in vedno znova meja Rimskega cesarstva. Od 1. stoletja dalje je bilo tu galsko-rimsko prebivalstvo, prav tako pa so se asimilirale prve germanske skupine ter tudi  približno 350 stalno naseljenih Alemanov. Slednji so se razvili le v današnjem Sundgauu, nekakšni predhodnici državne (in predfrankovske) avtonomije.
Sprva so bili osredotočeni na zasedenih ozemljih pod vojaško upravo. Leta 89 ali 90 je bila ustanovljena provinca Germania superior (Gornja Germanija), ki je obsegala tudi današnjo Alzacijo. Kot del Dioklecijanove cesarske reforme je bila južna Alzacija leta 297 provinca Maxima Sequanorum, dodeljena severni provinci Germania prima (Germania I.). Pripadajoča meja province je v glavnem ustrezala poznejšim in sedanjim mejam med Sundgauom,  Zgornjim Renom na eni strani in Nordgauom, Spodnjim Renom na drugi strani.

### Vmesno obdobje
Po umiku rimskih vojakov iz Alzacije do leta 476 je bila verjetno skupaj z Alemanijo pod ostrogotskim (vzhodnogotskim) protektoratom. Približno dve desetletji pozneje, okoli 496, sta bili Alzacija in Alemanija del frankovskega cesarstva. Alzacija je do 7. stoletja pripadala vojvodini Alemaniji, do sredine 8. stoletja pa alzaški vojvodini.

### Frankovsko cesarstvo
V frankovskem obdobju, natančneje od približno leta 500 dalje, se je priselilo veliko  germanskih ljudstev, ki so postopoma prevladali nad galsko-rimskim prebivalstvom. V tem času je nastalo ime "Alzacija". Strasbourg, od leta 614 škofija, je bil poleg Basla in Speyerja najpomembnejše mesto v regiji.
Alzaciji je bila med letoma 842 in 925 štirikrat spremenjena regionalna politična vloga: 842 je pripadla srednjefrankovskemu, 870 vzhodnofrankovskemu, 913 zahodnofrankovskemu in končno 925 spet vzhodnofrankovskemu kraljestvu. To je že bil zametek konfederacije Svetega rimskega cesarstva, v katerem je bila večina razvijajočih se alzaških regij in manjših držav, ki so ostale vse do 17. stoletja. Strasbourg je postal drugo največje mesto v vzhodnem cesarstvu (za Kölnom).

### Sveto rimsko cesarstvo nemškega naroda 925–1648
V vzhodnofrankovski državi (925) je Alzacija igrala najprej posebno politično vlogo, vendar je najpozneje v letih 988 do 1254 postala del Švabske vojvodine. Dve okrožji, Nordgau in Sundgau, sta bili ustanovljeni kot upravni enoti med koncem 8. in sredino 10. stoletja. Poleg tega je Alzaciji pripadlo do takrat ločeno Jursko pogorje (na jug do reke Aare).
Še posebej ob koncu obdobja Staufovcev leta 1254 in ob lažnem reševanju njihove Švabske vojvodine, a tudi zaradi počasnega propadanja osrednje oblasti v kraljestvu, je bilo veliko različnih političnih vladarjev. Hitro so postali dejanski nosilci glavnih političnih pristojnosti vlade. Delovali so pod okriljem cesarstva, od 17. stoletja pod francoskim kraljestvom in so bili vladarjem zavezani na zelo različnih stopnjah. Regionalne politične ustanove so bili deželni stanovi in cesarska okrožja, v francoskem obdobju intendance, gouverneur in conseil souverain.
Alzacija je imela večja pooblastila pod Habsburžani (samo do 1648), grofi Hanau-Lichtenberg, Württemberg in Rappoltstein, mestom Strasbourg in mestom lige Decapole, posvetni vladarji škofij v Strasbourgu in Baslu ter v opatiji Murbach pa so računali na posesti spodnjealzaških vitezov. Cesarsko mesto Mulhouse se je pridružilo leta 1515, ko je zapustilo prejšnjo Staro švicarsko konfederacijo in tako ostalo eno redkih območij brez francoskih suverenih pravic (do leta 1798).

### Francoska kraljevina 1648–1789
Med letoma 1633 in 1681 je francosko kraljestvo postopoma deloma s pogodbami (de iure), deloma s priključitvijo (de facto) prevzelo večino alzaških regij pod deželno oblast, vendar običajno brez pravic suverene države. Habsburžani so nasprotno prišli leta 1648 z vestfalskim mirom z vsemi alzaškimi pravicami in premoženjem. Aneksijo (Strasbourg nazadnje 1681) je vodila Francija v okviru tako imenovanih reunij. Na podlagi pogodb iz Rijswijka leta 1697 in Rastatta leta 1714 je francoska kraljevina tudi pravno prevzela politično oblast v anektiranih ozemljih.
Novo pridobljenih območij niso preselili v francosko carinsko območje. Francoska carinska meja je še naprej ostala nad Vogezi. Mnoga posestva, ki so bila pod francosko nadvlado, so lahko še naprej bolj ali manj delovala avtonomno in samostojno upravljala.
Kombinacija enotne vlade in tradicionalnih običajev ter gospodarskega prostora so bili pomembni dejavniki kulturnega in gospodarskega razcveta, ki ga je Alzacija doživela med letoma 1648 in 1789. Francoščina se je razširila po vsej Evropi in še posebej v Alzaciji kot upraven, trgovski in diplomatski jezik med mestno in podeželsko elito. Nasprotno je alemanščina (in romanščina) kot narečje ostala v Alzaciji, ohranil se je tudi nemški jezik; na univerzi v Strasbourgu na primer  še vedno poučujejo v nemščini.

### Po francoski revoluciji 1789–1871
Na začetku francoske revolucije je leto 1789 pomenilo združevanje in centralizacijo Francije, ukinjene so bile tradicionalne pravice alzaških gospostev in ustanovljena dva departmaja Zgornji Ren in Spodnji Ren. Od priključitve mesta Mulhouse k Francoski republiki leta 1798 je bila celotna sedanja Alzacija francoska regija. Druga pariška pogodba iz leta 1815 je dala danes veljavne francoske zunanje meje (Landau in druga manjša območja v severni Alzaciji sta prišla pod Bavarsko). Kot pri drugih nefrancosko govorečih regijah Francije ali drugih manjšinskih območjih drugih evropskih držav je jezik manjšine, zlasti v šolah, vedno dopolnjen z jezikom večine ali z njim izpodrinjen.

### Dežela Alzacija - Lorena 1871–1918
Francija je začela francosko-prusko vojno (1870–71), a so jo premagale Prusija in druge nemške države. Po končani vojni se je Nemčija združila. Otto von Bismarck je leta 1871 Alzacijo in severno Loreno priključil novemu nemškemu cesarstvu;v primerjavi z drugimi državami članic nemške zveze, ki so imele svoje vlade, je bilo novo cesarsko ozemlje Alzacije in Lorene podrejeno cesarju in neposredno Berlinu. Med 100.000 in 130.000 Alzačanov (skupaj je bilo okoli milijon in pol prebivalcev) se je odločilo, da ostanejo francoski državljani in zapustijo območje Alzacije in Lorene. Preselili so se v francosko Alžirijo kot pieds-noirs (izraz, ki se nanaša na krščansko in judovsko ljudstvo, katerih družine so se selile z vseh delov Sredozemlja v francosko Alžirijo, francoski protektorat v Maroku ali francoski protektorat v Tuniziji, kjer so mnogi živeli že več generacij, in bili izgnani ob koncu francoske oblasti v severni Afriki med letoma 1956 in 1962). Šele leta 1911 je bila Alzaciji in Loreni dodeljena neka stopnja avtonomije, ki se je kazala tudi v zastavi in himni (Elsässisches Fahnenlied). Leta 1913 pa je incident v Savernu pokazal meje nove strpnosti alzaške identitete.

### Francija med obema vojnama 1918–1940
Da bi se izognili boju med brati na kopnem, je med prvo svetovno vojno veliko Alzačanov služilo vojsko pri nemški cesarski mornarici (Kaiserliche Marine) in sodelovalo pri mornariškem uporu, kar je povzročilo odstop cesarja novembra 1918, tako da sta Alzacija in Lorena ostali brez vodje države. Mornarji so se vrnili domov in poskušali ustanoviti republiko. Medtem je bil Jacques Peirotes, poslanec v deželnem svetu Alzacije - Lorene izvoljen za župana Strasbourga, razglašena sta bila poraz nemškega cesarstva in prihod Francoske republike, samooklicana vlada Alzacije in Lorene pa je razglasila neodvisnost kot "republika Alzacija in Lorena". Francoske enote so prodrle v Alzacijo manj kot dva tedna pozneje, zatrle stavke delavcev in odstranile novoustanovljene Sovjete in revolucionarje z oblasti. Ob prihodu francoskih vojakov si je veliko Alzačanov in lokalnih prusko/nemških uradnikov prizadevali za ponovno vzpostavitev reda. Čeprav je ameriški predsednik Woodrow Wilson vztrajal, da je regija pravno samostojna, saj je bila po ustavi zavezana cesarju in ne nemški državi, Francija ni dopuščala plebiscita, ki ga je podpiralo Društvo narodov za nekatera vzhodnonemška ozemlja v tem času, ker so si Alzačani po mnenju francoske javnosti osvobodili nemške oblasti. Z versajsko mirovno pogodbo je regija pripadla Franciji.
Uporaba nemščine je bila prepovedana, zahtevana je bila uvedba francoščine. [14] Da ne bi nasprotovali Alzačanom, za  regijo nekatere zakonske spremembe, ki so bile uvedene v preostalem delu Francije med letoma 1871 in 1919, kot je francoski zakon o ločitvi cerkve in države leta 1905, niso bile obvezne.

### Pripojitev rajhu med drugo svetovno vojno 1940–1945
Po bitki za Francijo leta 1940 je nemška Wehrmacht (obrambne sile) najprej zasedla Alzacijo, verjetno s pomočjo bogate nemške civilne uprave in ustanovila novo okrožje Baden - Alzacija (Gau Baden-Alsace). Z aneksijo (dejansko) je rajh prevzel oblast v državi; uradni odstop ozemlja s pogodbo (pravno) s Francijo je imel učinek na druge vojne dogodke. Robert Wagner je postal gauleiter (pokrajinski vodja nacistične stranke) v Badnu in vodja civilne uprave v Alzaciji. Ne glede na materni jezik je sledila prisilna germanizacija, v kateri je bilo 45.000 ljudi izgnanih iz Alzacije. Približno 130.000 Alzačanov in Lorencev je bilo med letoma 1942 in 1944 vpoklicanih proti njihovi volji v nemške obrambne sile  in oboroženo SS (s številnimi prostovoljci). Približno 42.500 je bilo ubitih. Večina vojakov je bila  na vzhodni fronti. V ofenzivi novembra 1944 so  zavezniki sodelovali z novoustanovljeno francosko 1. armado v več delih Alzacije in postala je del Francije. Nekateri deli severne Alzacije so bile osvobojeni šele marca 1945 v operaciji Undertone pod francoskim nadzorom.
V Vogezih blizu alzaške vasi Natzwiller (nemško Natzweiler), v kraju Schirmeck, približno 50 km jugozahodno od Strasbourga, je bilo nacistično koncentracijsko taborišče Natzweiler-Struthof. Natzweiler-Struthof je bilo edino nacistično taborišče na ozemlju današnje Francije. V tem taborišču je bil interniran tudi Boris Pahor. Na podlagi te izkušnje je napisal roman Nekropola.

### Francija po letu 1945
Leta 1949 je Svet Evrope ustanovil svoj sedež v Strasbourgu; ustanovil je "evropsko tradicijo" v Alzaciji. Leta 1972 se je Francija razdelila v 21 regij. Dva departmaja sta nastala ob  Renu (Spodnji in Zgornji Ren) in bila do leta 2015, ko je nastala regija "Alzacija" (Région Alsace). Evropski parlament je prvič zasedal v sejni sobi (polkrožni dvorani) Sveta Evrope, leta 1999 pa se je preselil v lastno stavbo. Tesne gospodarske vezi s sosednjimi regijami imajo predvsem z regijo Basel.
V 1980-ih so vložili zahtevo pri nemški vladi za finančno odškodnino zaradi zaplenjenega premoženja v Alzaciji med drugo svetovno vojno, v povprečju nekaj več kot 3000 DEM za upravičenca.
Po vojni je uradna politika alzaški jezik in kulturo zapostavljala, tako da je velik del prebivalstva prevzel francoščino kot prvi jezik. Strukturne spremembe v kmetijstvu, urbanizacija in priseljevanje iz drugih delov Francije, Italije, Portugalske, Turčije in Magreba so prav tako spremenili sestavo prebivalstva.
Uradni in šolski jezik v Alzaciji je danes izključno francoščina. Avtohtona narečja alemanščine (alzaščina ali alzaška nemščina) ali visoko nemščino znajo le še starejši ljudje.
1. januarja 2016 je bila nekdanja regija Alzacija pripojena nekdanjima regijama Lorena in Champagne-Ardenne, nastala je nova regija Grand Est, kar je povzročilo proteste med prebivalstvom.

### Časovnica
| Leto                          | Dogodek                                                                                             | Vladar                                                              | Uradni ali jezik skupnosti                                              |
| ----------------------------- | --------------------------------------------------------------------------------------------------- | ------------------------------------------------------------------- | ----------------------------------------------------------------------- |
| 5400–4500 pr. n. št.          | kultura linearne keramike                                                                           | —                                                                   | neznan                                                                  |
| 2300–750 pr. n. št.           | kultura zvončastih čaš                                                                              | —                                                                   | prvotni keltski                                                         |
| 750–450 pr. n. št.            | halštatska kultura zgodnja železna doba (zgodnji Kelti)                                             | —                                                                   | ni; stara keltščina                                                     |
| 450–58 pr. n. št.             | Kelti/Galci trdno zasidrani v celotni Galiji, Alzaciji; trgovina z Grčijo, razvidno iz (Vixa)       | Kelti/Galci                                                         | ni; galska različica keltščine                                          |
| 58/44 pr. n. št. – 260 n. št. | Alzacijo in Galijo osvoji Cezar, provinca Gornja Germanija                                          | Rimski imperij                                                      | latinščina; razširjena galščina                                         |
| 260–274                       | Postumus ustanovi odcepljen Galski imperij                                                          | Galski imperij                                                      | latinščina, galščina                                                    |
| 274–286                       | Rim zavzame Galski imperij, Alzacija                                                                | Rimski imperij                                                      | latinščina, germansko (samo v Argentoratumu)                            |
| 286–378                       | Dioklecijan razdeli rimsko cesarstvo na zahodni in vzhodni del                                      | Rimski imperij                                                      |                                                                         |
| okoli 300                     | začetek germanskih priseljevanj v Rimski imperij                                                    | Rimski imperij                                                      |                                                                         |
| 378–395                       | vizigotski uporniki, predhodniki germanskih valov in vdori Hunov                                    | Rimski imperij                                                      |                                                                         |
| 395–436                       | Smrt Teodozija I. povzroči trajno delitev na zahodni in vzhodni Rim                                 | Zahodni rimski imperij                                              |                                                                         |
| 436–486                       | vdor Germanov v zahodni rimski imperij                                                              | Galija                                                              |                                                                         |
| 486–511                       | spodnjo Alzacijo zasedejo Franki                                                                    | Frankovsko cesarstvo                                                | stara francoščina, latinščina                                           |
| 531–614                       | zgornjo Alzacijo zasedejo Franki                                                                    | Frankovsko cesarstvo                                                |                                                                         |
| 614–795                       | celotna Alzacija v Frankovskem cesarstvu                                                            | Frankovsko cesarstvo                                                |                                                                         |
| 795–814                       | kraljevati začne Karel Veliki, kronanje za svetega rimskega cesarja 25. decembra 800                | Frankovsko cesarstvo                                                | stara francoščina                                                       |
| 814                           | smrt Karla Velikega                                                                                 | Karolinško cesarstvo                                                | stara francoščina, stara visoka nemščina                                |
| 847–870                       | verdunski sporazum preda Alzacijo in Loreno Lotarju I.                                              | srednja Francija (Karolinško cesarstvo)                             | francoščina, stara visoka nemščina                                      |
| 870–889                       | mersenski sporazum preda Alzacijo Vzhodnim Frankom                                                  | Vzhodnofrankovska država (Nemško kraljestvo Karolinškega cesarstva) | francoščina, stara visoka nemščina                                      |
| 889–962                       | Karolinško cesarstvo razpade na pet kraljestev, Madžari in Vikingi občasno napadejo Alzacijo        | Nemško kraljestvo                                                   | stara visoka nemščina, francoščina                                      |
| 962–1618                      | Oto I. je okronan za svetega rimskega cesarja                                                       | Sveto rimsko cesarstvo                                              | stara visoka nemščina, moderna visoka nemščina (alemanščina razširjena) |
| 1618–1674                     | Ludvik XIII. priključi del Alzacije med tridesetletno vojno                                         | Sveto rimsko cesarstvo                                              | nemščina                                                                |
| 1674–1871                     | Ludvik XIV. priključi Alzacijo med francosko-nizozemsko vojno, ustanovi polno suverenost nad regijo | Francosko kraljestvo                                                | francoščina (alzaščina in nemščina sta dovoljeni)                       |
| 1871–1918                     | francosko-pruska vojna povzroči francoski odstop Alzacije Nemškemu cesarstvu                        | Nemško cesarstvo                                                    | nemščina                                                                |
| 1919–1940                     | versajska mirovna pogodba, Nemčija odstopi Alzacijo Franciji                                        | francoska Tretja republika                                          | francoščina                                                             |
| 1940–1944                     | tretji rajh zasede Alzacijo, ustanovitev okrožja Baden - Alzacija                                   | tretji rajh                                                         | nemščina                                                                |
| 1945–danes                    | francoski nadzor                                                                                    | Francija                                                            | francoščina                                                             |

## Kraji
Najbolj naseljena mesta v Alzaciji so:
| Mesto                   | Število prebivalcev (leto) | Départma  |
| ----------------------- | -------------------------- | --------- |
| Strasbourg              | 275.718                    | Bas-Rhin  |
| Mulhouse                | 112.063                    | Haut-Rhin |
| Colmar                  | 67.956                     | Haut-Rhin |
| Haguenau                | 34.419                     | Bas-Rhin  |
| Schiltigheim            | 31.450                     | Bas-Rhin  |
| Illkirch-Graffenstaden  | 26.455                     | Bas-Rhin  |
| Saint-Louis (Haut-Rhin) | 19.907                     | Haut-Rhin |
| Sélestat                | 19.332                     | Bas-Rhin  |
| Bischheim               | 17.432                     | Bas-Rhin  |
| Lingolsheim             | 17.450                     | Bas-Rhin  |

## Uprava

### Upravna razdelitev (1972–2015)
Alzaška regija je bila ustanovljena leta 1972, leta 2016 pa združena v skladu z upravno reformo z regijama Lorena in Champagne-Ardenne, kar je povzročilo proteste. Regija je razdeljena na dva departmaja:
| Departma  | Prefektura | Okrožja 2015 (bis 2014) | Kanton 2015 (bis 2015) | Občina | Število prebivalcev (leto) | Površina (km²) | Gostota (preb./km²) |
| --------- | ---------- | ----------------------- | ---------------------- | ------ | -------------------------- | -------------- | ------------------- |
| Bas-Rhin  | Straßburg  | 5 (7)                   | 23 (44)                | 527    | 1.109.460                  | 4755           | 233,3               |
| Haut-Rhin | Colmar     | 4 (6)                   | 17 (31)                | 377    | 758.723                    | 3525           | 215,2               |

Alzacija ima veliko občin, kot je običajno v Franciji v primerjavi z Nemčijo ali Švico in ni občutnih združevanj. Po velikosti in statusu se delijo na metropolitanske mestne (Métropole Communauté urbaine (CU)), združene (Communauté d'agglomération (CA)) ali skupne (Communauté de comunnes (CC)) skupnosti.
Evrska metropola Strasbourg (Eurométropole de Strasbourg) je bila ustanovljena leta 1966 kot mestna skupnost (Communautées urbaine), leta 2015 pa postala metropola (Metropole). Ima tudi čezmejne stike. Zdaj vključuje 33 občin s približno 512.000 prebivalci.
V Alzaciji sta  dve združeni skupnosti (Communautées d'agglomération). Mulhouse Alsace vključuje 32 občin in ima 255.000 prebivalcev, Colmar ima 9 občin in 95.000 prebivalcev.
7. aprila 2013 je bil referendum o oblikovanju alzaškega organa z združitvijo generalnega sveta Zgornjega in Spodnjega Rena v Regionalni svet Alzacije. Referendum je bil sicer pozitiven, vendar je bila udeležba prenizka, da bi bil pravno veljaven.

### Pobratene regije
Nekdanji regionalni svet je sklenil Sporazum o mednarodnem sodelovanju (Accord de coopération internationale) s temi regijami:
- Gyeongsangbuk-do, Južna Koreja
- Spodnja Šlezija, Poljska
- Zgornja Avstrija, Avstrija
- Quebec, Kanada
- Džjangsu, Kitajska
- Moskva, Rusija
- Vest, Romunija

## Gospodarstvo
Z bruto domačim proizvodom (BDP) 28,470 evrov na prebivalca je bila Alzacija na drugem mestu (v svoji stari obliki v letu 2015) v Franciji. V primerjavi z BDP v EU, izražen v standardih kupne moči, je regija dosegla indeks 107,2 (EU-25: 100). (2003)
Alzacija je regija s številnimi panogami:
- vinarstvo (zlasti na območju med Schlettstadtom in Colmarjem ob Alzaški vinski cesti;
- hmeljarstvo in pivovarstvo; polovica francoskega piva je iz Alzacije, predvsem z območja Strasbourga, Schiltigheima in Obernaia; pivo kronenbourg varijo v Strasbourgu od leta 1664, ime piva je povezano s Kronenbourgom v Marlenheimu;
- gozdarstvo;
- avtomobilska industrija (Mulhouse);
- kemična industrija (Ottmarsheim), rafinerije nafte (Reichstett);
- biotehnologija s čezmejnim omrežjem BioValley, vodilni center v Evropi te vrste;
- turizem
- ter druge industrijske in storitvene veje.

Alzaško gospodarstvo je močno mednarodno usmerjeno: približno 35 % podjetij v Alzaciji so podjetja iz Nemčije, Švice, ZDA, Japonske in v Skandinavije.
Leta 2002 je bilo približno 38,5 % alzaškega uvoza iz Nemčije. Do zdaj niso imeli velike brezposelnosti, a zaradi krize na trgu dela se je število brezposelnih močno povečalo. To je predvsem posledica gospodarskih težav industrijskih podjetij, ki zaposlujejo 26 % Alzačanov. Zato alzaško gospodarstvo poskuša zamenjati opremo in odpira nova področja dela v storitvenem sektorju in pri raziskavah.
V rudarstvu, ki je v stoletjih pridobilo približno 560 milijonov ton kalijevega klorida, je leta 1950 delalo približno 13.000 ljudi. Danes je rudarstvo le v muzeju v Wittelsheimu.
Alzacija je med največjimi evropskimi regijami belega zelja (Brassica oleracea L.), ki ga predelujejo v kislo zelje.
Od srednjega veka gojijo lan (Linum) in tkejo platno, zlasti v okolici Colmarja. Značilno alzaško platno je karirasta tkanina kelsch.

### Turizem
Alzacija je bila že od vsega začetka gosto poseljena. Znana je po ogromno slikovitih vaseh, cerkev in gradov ter po različnih znamenitostih v njenih treh glavnih mestih kljub hudemu uničenju v petih stoletjih vojn med Francijo in Nemčijo.
Znana je tudi po svojih vinogradih (zlasti vzdolž 170 kilometrov dolge vinske ceste od Marlenheima do Thanna) in  Vogezih z mogočnimi in zelenimi gozdovi in slikovitimi jezeri.
Zanimivosti:
- stara mesta Strasbourg, Colmar, Sélestat, Guebwiller, Saverne, Obernai, Thann
- manjša mesta in vasi: Molsheim, Rosheim, Riquewihr, Ribeauvillé, Kaysersberg, Wissembourg, Neuwiller-lès-Saverne, Marmoutier, Rouffach, Soultz-Haut-Rhin, Bergheim, Hunspach, Seebach, Turckheim, Eguisheim, Neuf-Brisach, Ferrette, Niedermorschwihr in vrtovi modre hiše v Uttenhoffnu[14]
- cerkve (kot glavne znamenitosti v sicer manj pomembnih mestih): Thann, Andlau, Murbach, Ebersmunster, Niederhaslach, Sigolsheim, Lautenbach, Epfig, Altorf, Ottmarsheim, Domfessel, Niederhaslach, Marmoutier in utrjena cerkev v Hunawihru
- grad Haut-Kœnigsbourg
- drugi gradovi: Ortenbourg in Ramstein, Hohlandsbourg, Fleckenstein, Haut-Barr (Saverne), Saint-Ulrich (nad Ribeauvilléom), Lichtenberg, Wangenbourg, trije gradovi Eguisheim, Pflixbourg, Wasigenstein, Andlau, Grand Geroldseck, Wasenbourg
- muzej avtomobilov v Mulhouseu
- muzejski vlak v Mulhouseu
- muzej EDF v Mulhouseu
- Ungersheimov ekološki muzej (muzej na prostem) in "Bioscope" (rekreacijski park, zaprt od septembra 2012)
- zgodovinski muzej v Haguenauu, največji muzej v Spodnjem Renu zunaj Strasbourga
- Humanistična knjižnica v Sélestatu, ena najstarejših javnih knjižnic na svetu
- božični sejmi v Kaysersbergu, Strasbourgu, Mulhouseu in Colmarju
- Maginotova linija: bunker Schoenenbourg
- hrib svete Odilije (Sainte Odile)
- Alzaška vinska cesta – Route des Vins d'Alsace
- Spominski park Alsace-Moselle v Schirmecku
- koncentracijsko taborišče Natzweiler-Struthof, edino nemško koncentracijsko taborišče na francoskem ozemlju med drugo svetovno vojno
- znane gore: Donon, Grand Ballon, Petit Ballon, Ballon d'Alsace, Hohneck, Hartmannswillerkopf
- naravni narodni park vzhodni Vogezi
- naravni krajinski park Ballons (južno od Vogezov)